# Pala de la Tellera
La Pala de la Tellera és una pala del terme de Conca de Dalt, al Pallars Jussà, dins de l'antic terme d'Hortoneda de la Conca, en territori de l'antic poble d'Herba-savina.
Està situada al vessant nord-oest del Gallinova, al sud-oest de l'Obaga d'Herba-savina i al nord-oest de l'Obaga de Gallinova. És també al nord-est i a prop de la Collada de Gassó. És just al sud-est de les Collades de Dalt.